# Aviceda madagascariensis
Aviceda madagascariensis là một loài chim trong họ Accipitridae.